# قفاص (بهمنشير الجنوبي)
قفاص (بالفارسية: قفاس) هي قرية تقع في إيران في قسم بهمنشير الجنوبي الريفي. يقدر عدد سكانها بـ 50 نسمة بحسب إحصاء 2016.